# 田中孝彦
田中 孝彦（たなか たかひこ、1958年4月16日 - ）は、日本の国際政治学者。専門は、国際政治史・冷戦史。学位は、Ph.D.（ロンドン・スクール・オブ・エコノミクス、1990年）。一橋大学教授を経て、早稲田大学政治経済学術院教授。岐阜県生まれ。

## 人物
麻布中学校・高等学校では剣道部に所属。早稲田大学政治経済学部では鴨武彦に、一橋大学大学院法学研究科では細谷千博に、ロンドン・スクール・オブ・エコノミクスではイアン・ニッシュに師事。藤原帰一は中学・高校の先輩にあたる。

## 略歴
- 麻布中学校・高等学校卒業
- 1982年 - 早稲田大学政治経済学部政治学科卒業
- 1984年 - 一橋大学大学院法学研究科修士課程修了
- 1990年 - ロンドン・スクール・オブ・エコノミクス国際関係史学部博士課程修了、Ph.D.取得
- 1991年 - 一橋大学法学部専任講師
- 1993年 - 一橋大学法学部助教授
- 1998年 - 一橋大学法学部教授
- 2000年～2008年　日本国際政治学会理事
- 2004年～2006年　日本国際政治学会事務局主任
- 2007年 - 早稲田大学政治経済学部教授
- 2010年 - 第1期政治経済学会副代表理事
- 2010年～2014年　早稲田大学大学院政治学研究科長
- 2018年～2020年　早稲田大学大学院政治学研究科長
- 2020年～2024年　早稲田大学ロシア東欧研究所長

## 著書

### 単著
- 『日ソ国交回復の史的研究――戦後日ソ関係の起点 1945-1956』（有斐閣、1993年）

### 共編著
- （イアン・ニッシュ、細谷千博、木畑洋一）『日英交流史 1600-2000――政治・外交 (1・2)』（東京大学出版会、2000年）
- （青木人志）『〈戦争〉のあとに――ヨーロッパの和解と寛容』（勁草書房、2008年）
- （李鍾元・細谷雄一）『日本の国際政治学 (4) 歴史の中の国際政治』（有斐閣, 2009年）

## 論文

### 雑誌論文
- 「日ソ国交回復交渉 (1955-56) と重光外交」『国際政治』第99号（1992年）
- 「世界政治の歴史的変化をどう理解するか」『一橋論叢』第113巻第4号（1995年）
- 「インドシナ介入をめぐる米英政策対立――冷戦政策の比較研究試論」『一橋論叢』第114巻第1号（1995年）
- 「吉田外交における自主とイギリス 1952-54年――吉田ミッションを中心に」『一橋論叢』第123巻第1号（2000年）
- 「冷戦史の再検討」『国際政治』第134号（2003年）
- 「冷戦と文化（交流）：冷戦の変容と文化的要因」『インターカルチュラル』第15号（2017年）

### 単行本所収論文
- 「パワーポリティクスの変容と冷戦――冷戦終焉の意味するもの」鴨武彦編『講座世紀間の世界政治――パワーポリティクスの変容』（日本評論社, 1994年）
- 「冷戦構造の形成とパワーポリティクス――西ヨーロッパvsアメリカ」東京大学社会科学研究所編『20世紀システム1巻――構想と形成』（東京大学出版会, 1998年）
- 「ヒロシマ・ナガサキと日本」坂本義和編『核と人間I――核と対決する20世紀』（岩波書店, 1999年）
- 「冷戦初期における国家アイデンティティーの模索――1950年の日英関係」『日英交流史 1600-2000――政治・外交（2）』（東京大学出版会, 2000年）
- 「冷戦史研究の再検討――グローバル・ヒストリーの構築にむけて」一橋大学法学部創立五十周年記念論文集刊行委員会編『変動期における法と国際関係』(有斐閣, 2001年）
- 「グローバルな過渡期としての現在――米欧の秩序イメージと冷戦後」」大芝亮・山内進編『衝突と和解のヨーロッパ――ユーロ・グローバリズムの挑戦』（ミネルヴァ書房, 2007年）
- 「世界秩序の変動と憲法」阪口正二郎編『岩波講座憲法（5）グローバル化と憲法』（岩波書店, 2007年）
- 「国際関係研究における歴史――その課題、および理論との対話」山本武彦編『国際関係論のニュー・フロンティア』（成文堂, 2010年）

## 受賞歴
- 大平正芳記念賞、1995年[1]
- 吉田茂賞、1995年

（共に『日ソ国交回復の史的研究』に対して）